# Лав, Мейбл
Мейбл Лав (англ. Mabel Love; 16 октября 1874 — 15 мая 1953) — британская актриса и танцовщица. Была одной из красивых театральных актрис для своего возраста. Период её карьеры охватил позднюю викторианскую эпоху и эдвардианский период. В 1894 году Уинстон Черчилль просил её дать ему свою фотографию с автографом. Одними из известных исполненных ею ролей в Вест-Энде были: Франсуаза в La Cigale и Пепита в Little Christopher Columbus. Позже она появилась в постановке Человек и Супермен на Бродвее.

## Биография
Родилась под именем Мейбл Уотсон в Фолкстоне, в Англии, была внучкой конферасье и чревовещателя Уильяма Эдуарда Лава (c. 1805—1867), и второй из трёх дочерей Кейт Уотсон. Дебютировала на сцене в возрасте 12 лет в театре «Принц Уэльский», исполнив Розу, в постановке (и первой театральной адаптации) по мотивам произведения Льюиса Кэрролла Алиса в стране чудес.
В 1887 году сыграла одну из детей в постановке Masks and Faces в лондонском Opera Comique, и в том же году она появилась в рождественской пантомиме в Covent Garden. Тем не менее только в возрасте 14 лет к ней пришла широкая популярность, когда она начала играть в бурлесках Джорджа Эдуардса и присоединилась к его труппе в Gaiety Theatre, где исполнила также танцевальную роль маркитантки Тотчен в Faust Up To Date (1888-89).

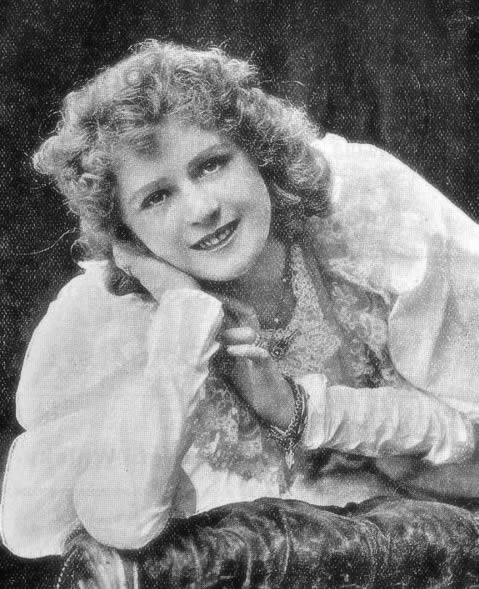
Лав в 1893 году

В марте 1889 года, под заголовком «Исчезновение актрисы», газета The Star сообщила о том, что Лав пропала. Позже сообщалось, что она отправилась на набережную Темзы, чтобы совершить самоубийство. Однако это оказалось всего лишь рекламой, чтобы увеличить интерес к ней. Когда фотограф Фрэнк Фолшем загорелся идеей продавать образы актрис на открытках, образ Лав показался ему подходящим для этого и после этого её окрестили «красивой девушкой на открытке».
В последующие тридцать лет она играла в различных бурлесках, пантомимах и музыкальных комедиях. Наиболее известными ролями актрисы на тот период были Франсуаза в La Cigale и Пепита в постановке Айвана Карилла Little Christopher Columbus. Позже она появилась в Folies Bergère в Париже и в постановке Человек и Супермен на Бродвее. В 1918 году Лав ушла со сцены, а в 1926 году открыла свою школу танцев в Лондоне. В 1938 году Лав ненадолго вернулась на сцену, сыграв роль Мэри Госс в постановке Profit and Loss в Посольском театре Лондона.
Скончалась в Англии, в городе Вейбридж, в графстве Суррей в возрасте 78 лет, оставив незаконнорожденную дочь Мэри Лорен и состояние ценою в 2600 фунтов стерлингов. Мэри скончалась 5 сентября 1973 года во время пожара в собственном доме в Брайтоне. Облигации остались нетронутыми, несмотря на то, что на момент смерти Мэри собирались выселить за неуплату аренды ценою в 55 фунтов.